# 会让站

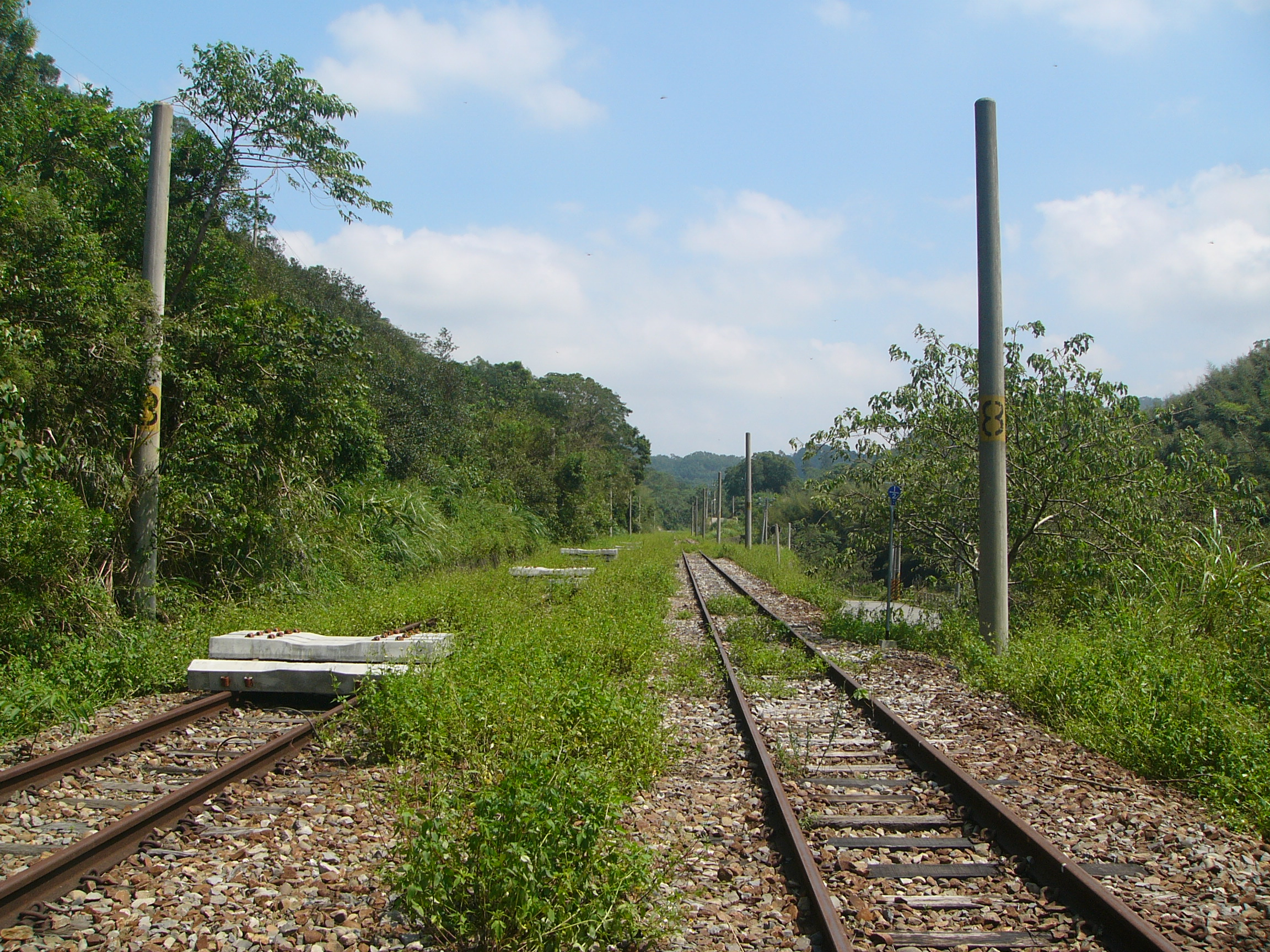
台灣鐵路管理局舊山線的167公里號誌站，舊山線於1998年停用前，此站可供列車會讓。

会让站（passing station）是设在单线铁路上，为满足区间通过能力需要而设置的办理列车会让、通过、越行的车站。乃因单线铁路一个区段内，两列相向而行的列车不能同时通过，为了解决这一问题，因此在单线铁路上，每隔一定的距离，就修建一个会让站，以供相向行驶的列车交会。最简单的会让站仅设两条股道，一般而言一条为正线，另一条供通行级别较低的列车等待让行。